# Zephronia albertisii
Zephronia albertisii är en mångfotingart som beskrevs av Filippo Silvestri 1895. Zephronia albertisii ingår i släktet Zephronia och familjen Zephroniidae. Inga underarter finns listade i Catalogue of Life.